# هایوورون
شهر هایوورون (به روسی: Гайворон) در استان کیرووهراد در کشور اوکراین واقع شده‌است. جمعیت این شهر ۱۶٬۱۲۶ نفر  است.